# Pheidole inquilina
Pheidole inquilina är en myrart som först beskrevs av Wheeler 1903.  Pheidole inquilina ingår i släktet Pheidole och familjen myror. IUCN kategoriserar arten globalt som sårbar. Inga underarter finns listade i Catalogue of Life.

## Bildgalleri

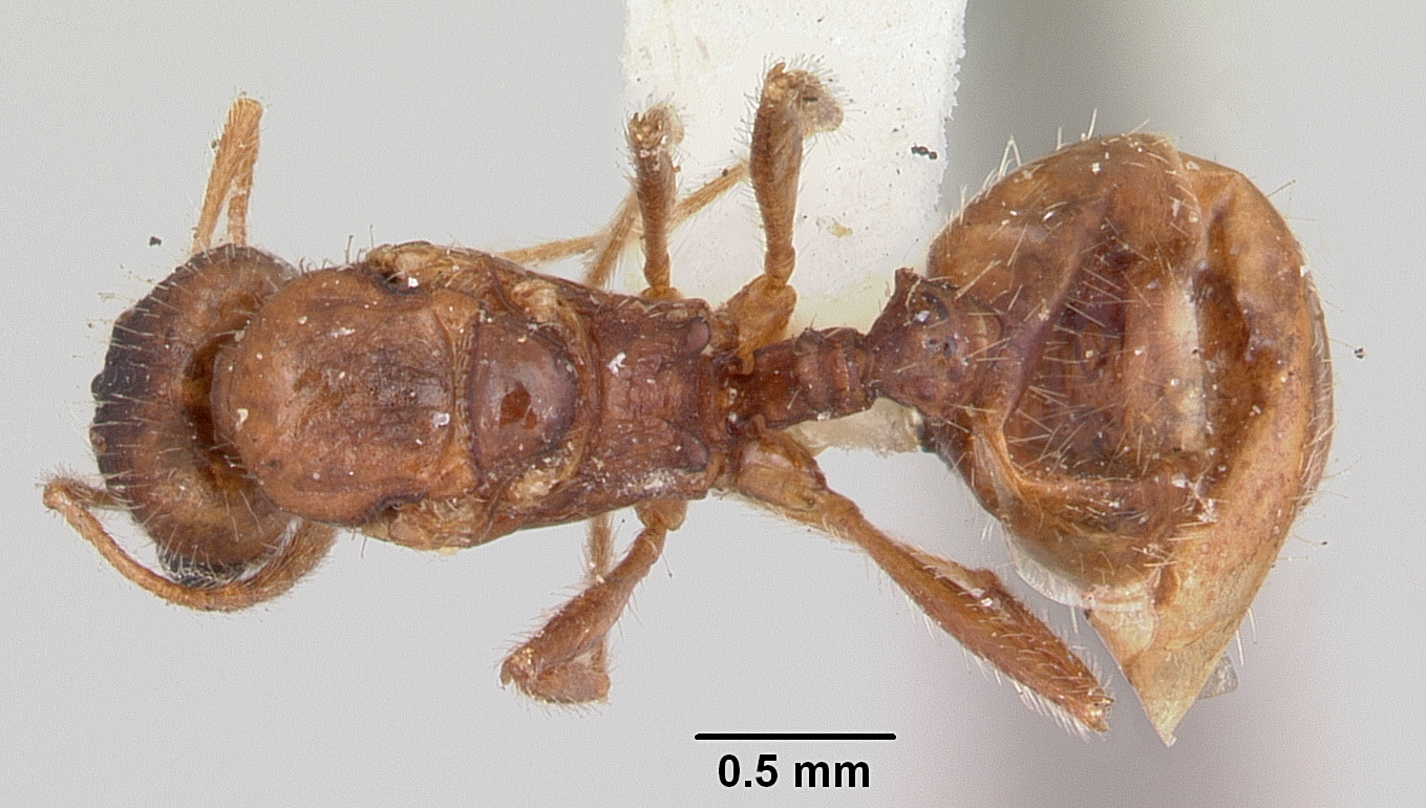
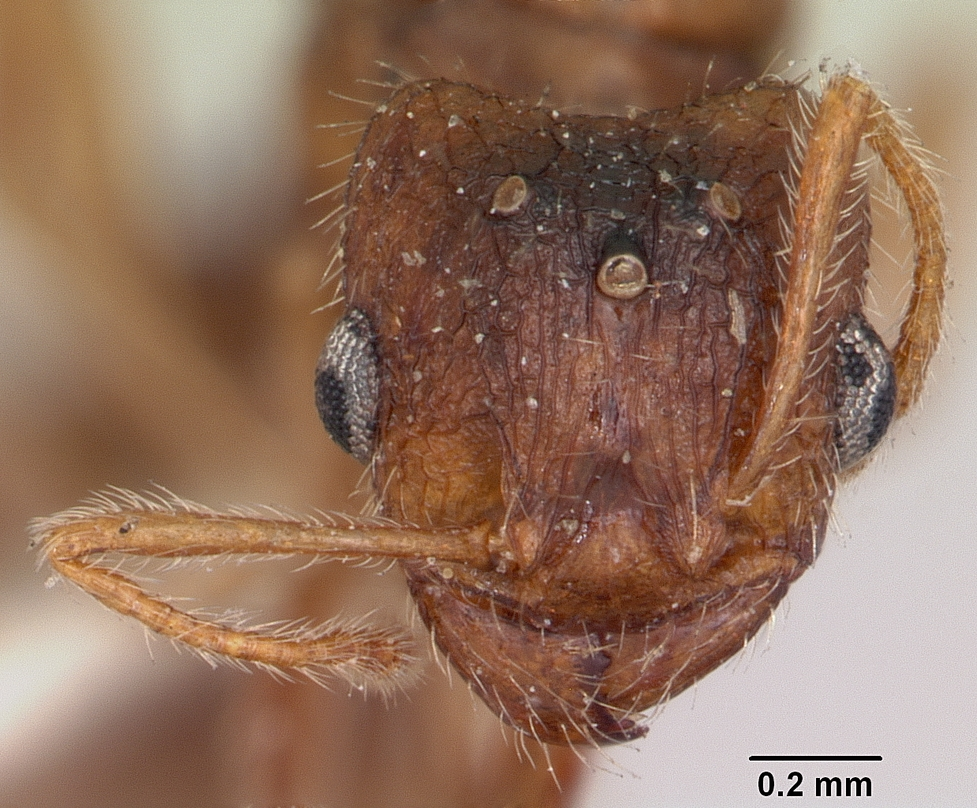
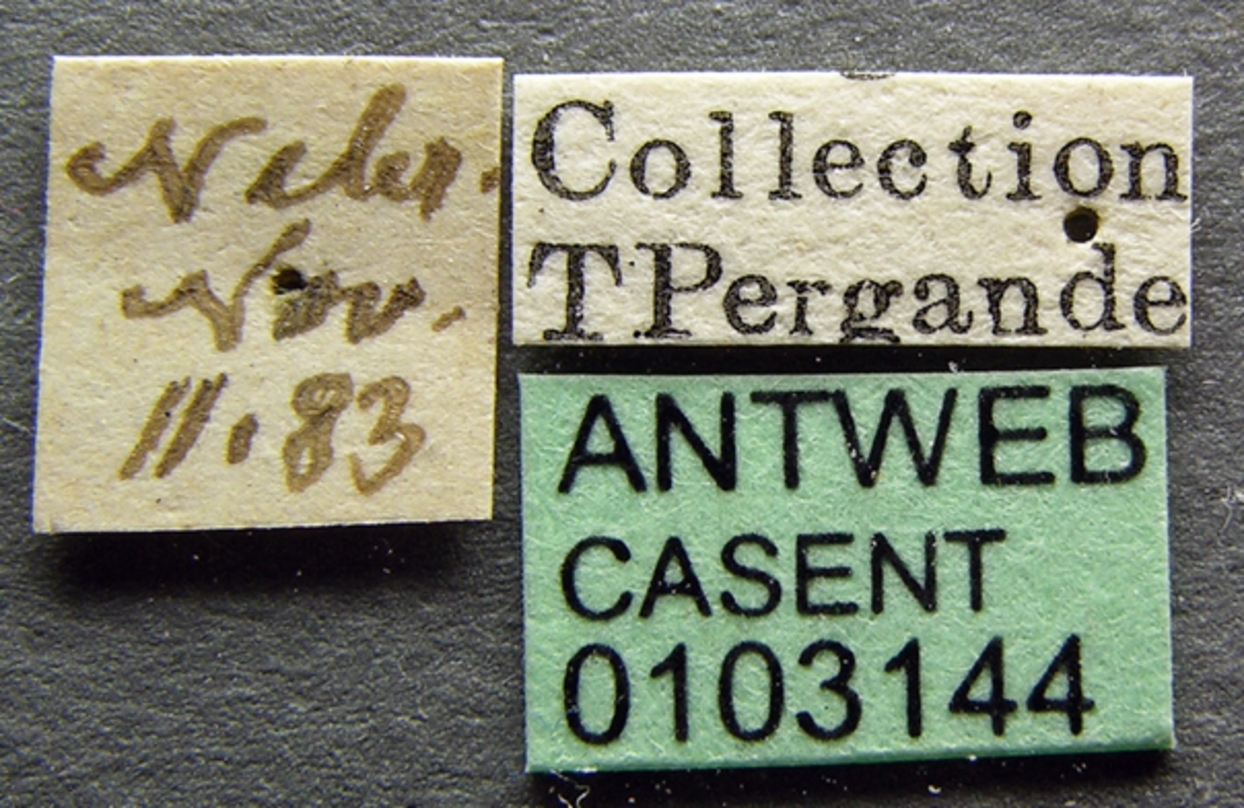
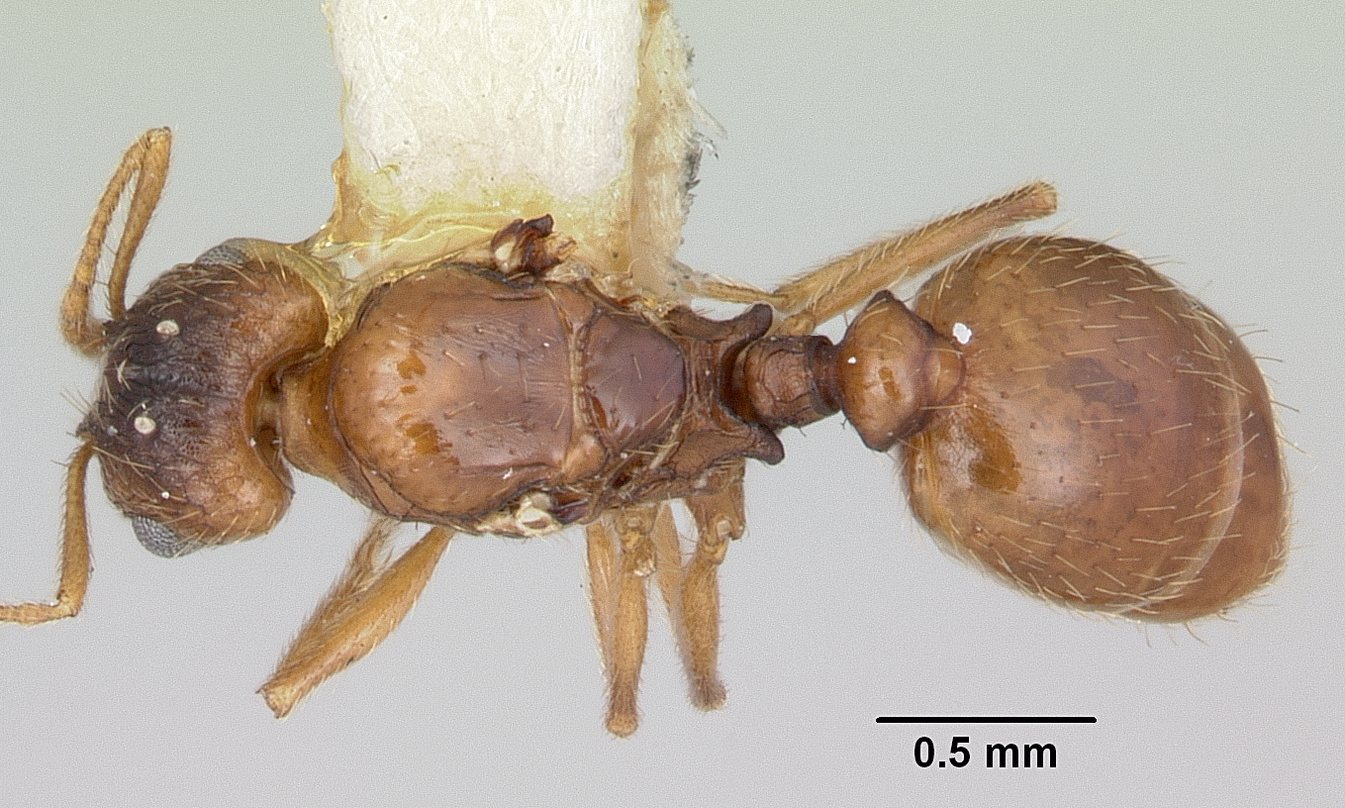
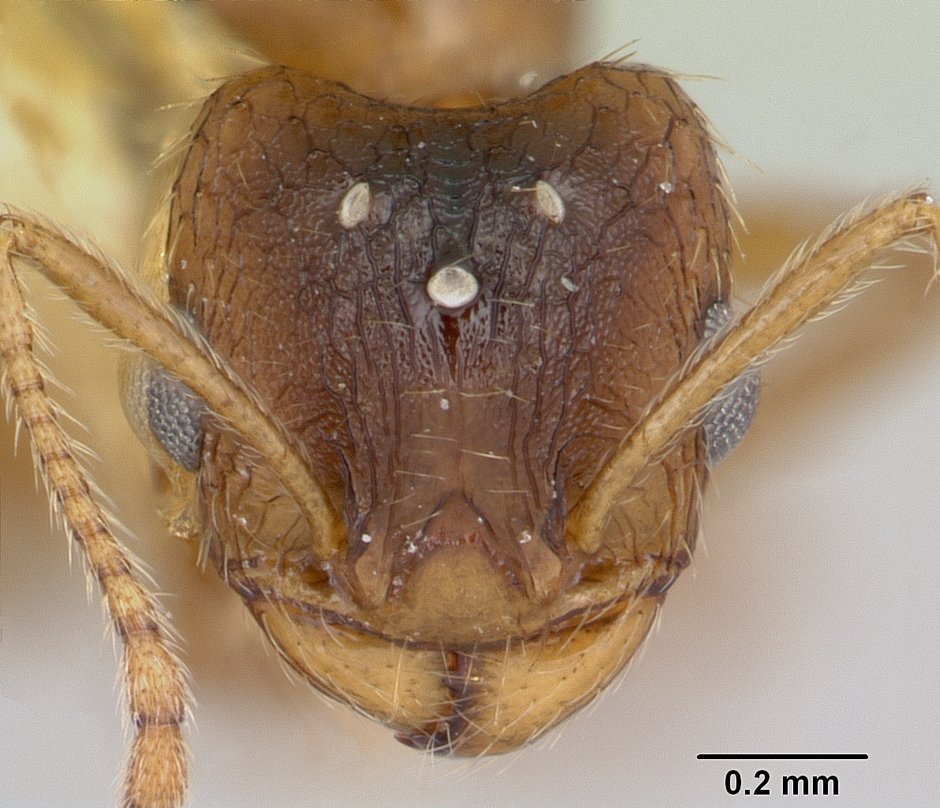
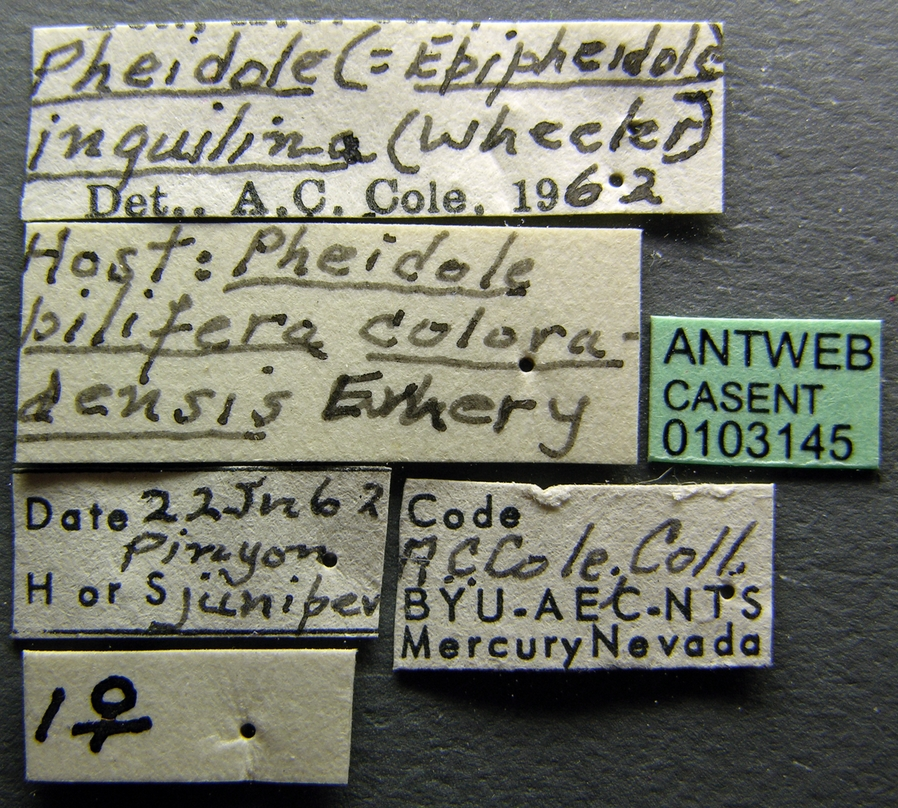